# Adina
Adina là một chi thực vật có hoa trong họ Thiến thảo (Rubiaceae).

## Loài
Chi Adina gồm các loài: